# Селчи-Лама (Перуђа)
Селчи-Лама је насеље у Италији у округу Перуђа, региону Умбрија.
Према процени из 2011. у насељу је живело 4837 становника. Насеље се налази на надморској висини од 322 м.